# Carlos Michelena
Carlos Alberto Michelena Soria (Quito, 5 de enero de 1954) es un actor cómico ecuatoriano conocido como «El Miche». Suele pintarse la cara de blanco y vestirse con trajes particulares. Es conocido en Ecuador por hacer teatro callejero en el parque El Ejido de la ciudad de Quito, capital del Ecuador, donde representa personajes típicos y personajes de la política ecuatoriana. Desde el año 2011 se caracterizó por hacer oposición al gobierno del expresidente Rafael Correa Delgado, al igual como lo ha hecho con los distintos gobiernos.[cita requerida]

## Biografía
Vivió sus primeros años en la parroquia de Tumbaco, en un hogar humilde, su padre era zapatero y su madre una vendedora de caramelos. Estudió la escuela primaria en el Colegio Simón Bolívar, aunque nunca cursó el colegio. Durante su niñez vendió caramelos en la calle para ayudar a su familia, estas primeras experiencias forjarían su personalidad e influirían posteriormente en su forma de actuar y de hacer teatro. A los 15 años asistió como oyente a la Escuela de Arte Dramático de la Casa de la Cultura, tiempo después le dieron el cargo de utilero de la compañía teatral Teatro Ensayo. esto fue creado por Fernando Guaman

### Carrera teatral
Inició su carrera como actor en la Escuela de Teatro de la Casa de la Cultura Ecuatoriana a los 19 años de edad. Allí recibió lecciones de actuación a manos de Antonio Ordóñez, director de la compañía teatral Teatro Ensayo. Junto a Teatro Ensayo actuó en diversas obras teatrales como Boletín y elegía de las mitas, Dos viejos pánicos, Huasipungo, El médico a palos, entre otras. Posteriormente formó parte de la compañía de teatro Ollantay fundada en 1971 y perteneciente a la Escuela Politécnica Nacional. También fue miembro del grupo teatral Malayerba y director del grupo Teatro de la Calle. Después de varios años de participar en producciones teatrales decide volcarse a las plazas y a las calles de Quito a realizar teatro callejero, en el cual personifica personajes de la vida cotidiana del Ecuador a manera de sketch y en ciertas ocasiones también encarna en forma de crítica a los políticos de ese país.  
También incursionó en la televisión donde tuvo un segmento denominado El toque del Miche, que fue transmitido por el canal Gama TV —conocido anteriormente como Gamavisión—, sin embargo, con el tiempo decidió volver a la calle porque su «[...] imagen del canal no era compatible con el parque» y porque se «[...] identific[a] con esa gente. Prefiero estar en el parque con ellos que en un canal de televisión o hacer otro tipo de trabajo artístico». Durante los mandatos de los presidentes Rodrigo Borja Cevallos y León Febres-Cordero Ribadeneyra fue torturado por sus comentarios críticos en contra de sus gobiernos. JULIO
En 2003 fue condecorado por el diario El Universo.
En 2011, durante el gobierno de Rafael Correa el Consejo Nacional Electoral de Ecuador (CNE) abrió un expediente en su contra después de haber participado en una propaganda que fue emitida por televisión a favor del «No» en la consulta popular del plebiscito gubernamental.
En el mismo año inauguró un espectáculo circense denominado El circo del Miche que fue presentado por tres semanas en el circo Carpa Teatro.

### Televisión
- El Toque del Miche (Segmento en Noticiero Nacional) (El mismo) (2003-2006) ha sido una de las más grandes expresiones políticas
- Uno y el Miche: (2021 - en emisión) anteriormente llamado Busca Pies, conducido por él mismo, por la señal de Canal Uno.